# Haematopus ater

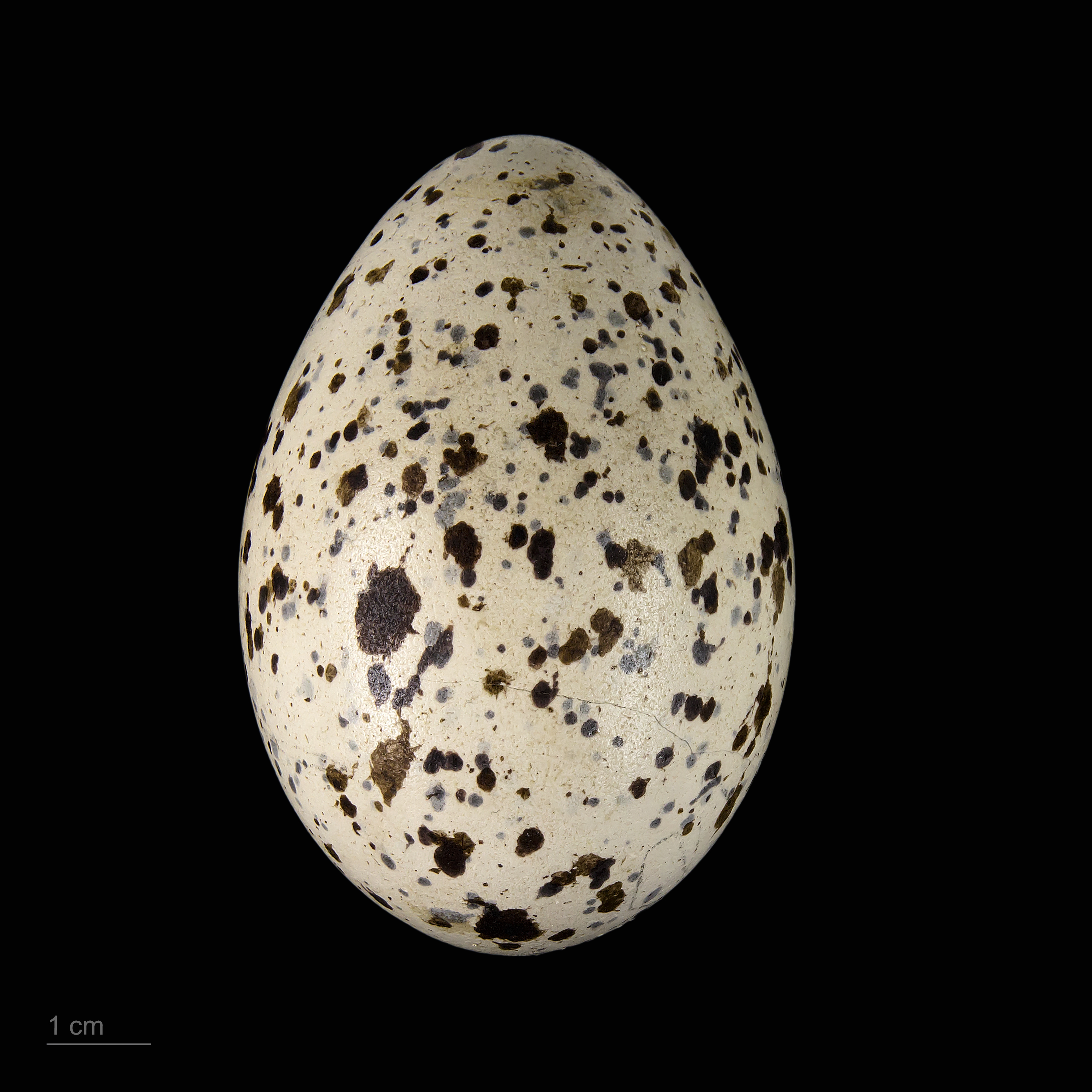
Haematopus ater - MHNT

El ostrero negro suramericano (Haematopus ater), también llamado tiratira o pilpilén negro, es una especie de ave caradriforme de la familia Haematopodidae propia de América del Sur.

## Descripción
El ostrero negro americano es básicamente negro con algunos tonos marrones. Tiene los ojos amarillos con el borde rojo y las patas rosadas. El pico es largo y rojo anaranjado y achatado por los costados, característica de esta familia de aves que han desarrollado para poder abrir conchas o extraer crustáceos adheridos a las rocas.

## Distribución y hábitat
Se distribuye, con dos subespecies, en playas rocosas marinas del occidente y sur de América; en Norteamérica, desde la islas Aleutianas en Alaska, hasta la península de Baja California en México y en Sudamérica desde Ecuador hasta el cabo de Hornos y la Patagonia argentina y como vagante hasta Uruguay.
Se alimenta de ostras que abre con su pico y de invertebrados marinos.

## Historia taxonómica
Tradicionalmente este taxón fue tratado como una especie monotípica, hasta que en el año 2014 se le sumó en la categoría de subespecie al ostrero negro de la costa norteamericana del Pacífico, Haematopus ater bachmani.

## Subespecies
- Haematopus ater ater